# Rebutia pulvinosa
Rebutia pulvinosa är en kaktusväxtart som beskrevs av Friedrich Ritter och Albert Frederik Hendrik Buining. Rebutia pulvinosa ingår i släktet Rebutia och familjen kaktusväxter.

## Underarter
Arten delas in i följande underarter:
- R. p. albiflora
- R. p. perplexa
- R. p. pulvinosa

## Bildgalleri

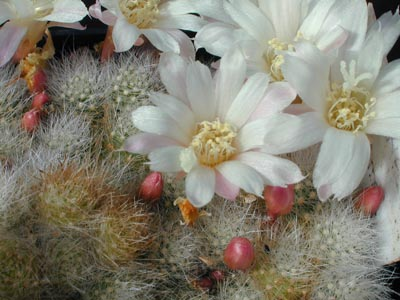
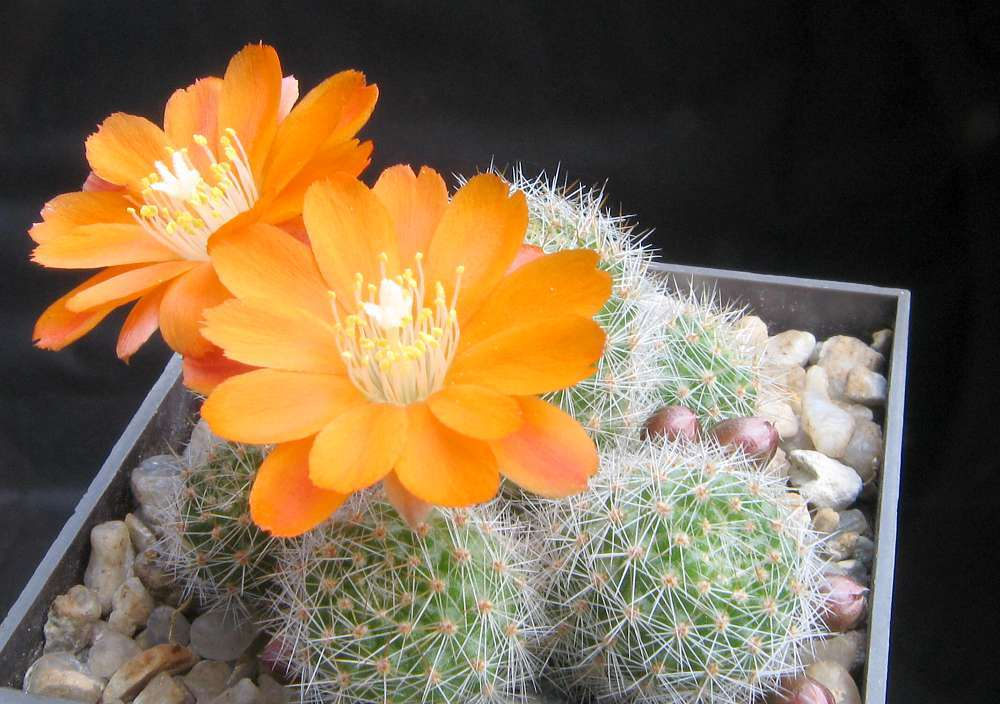
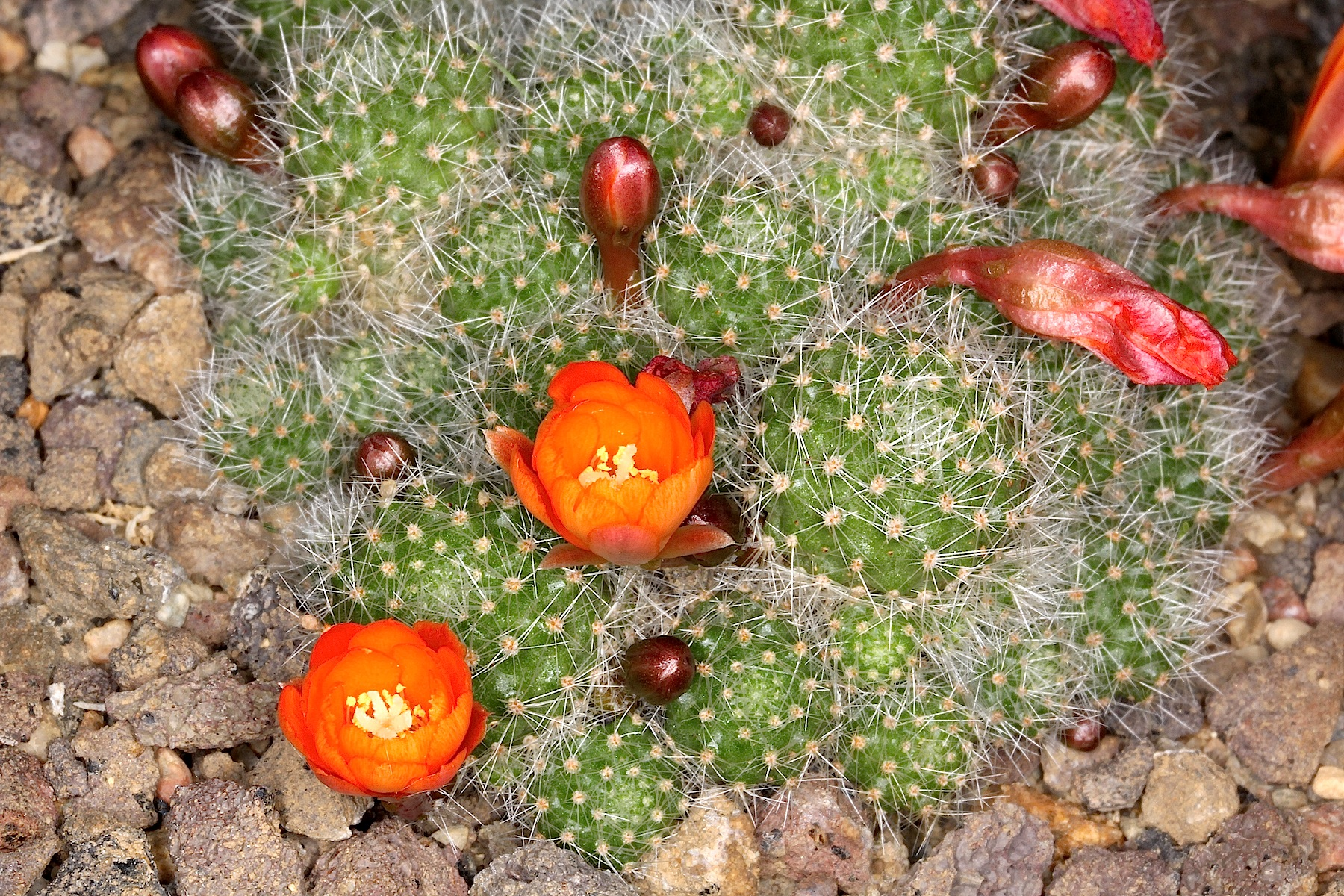
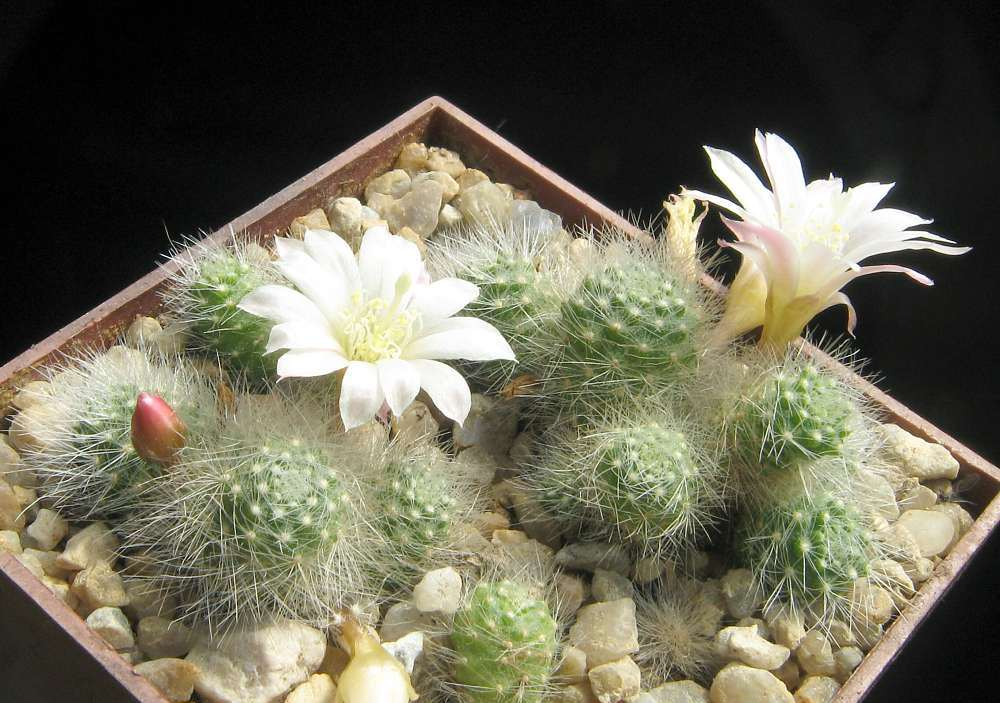
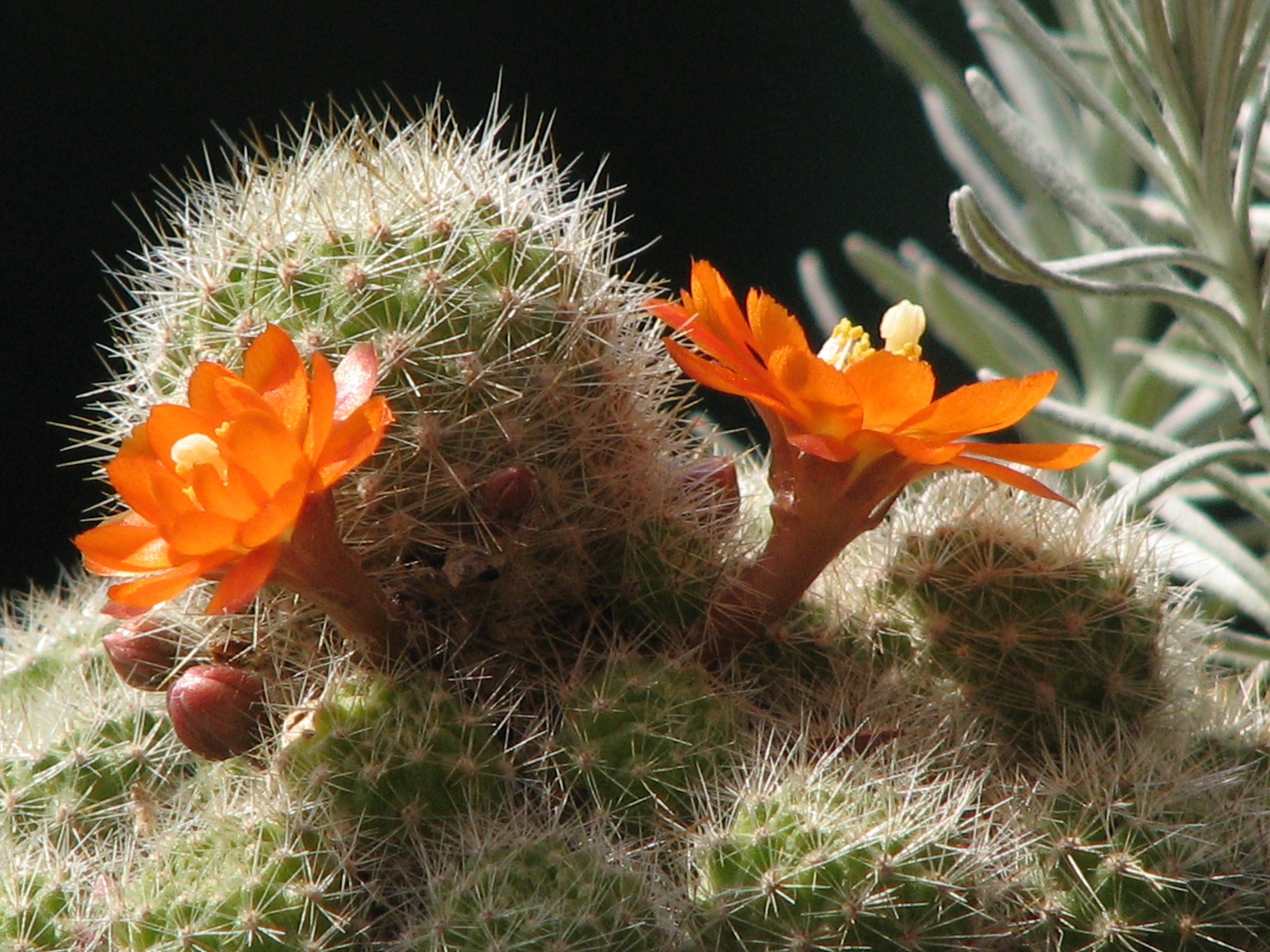
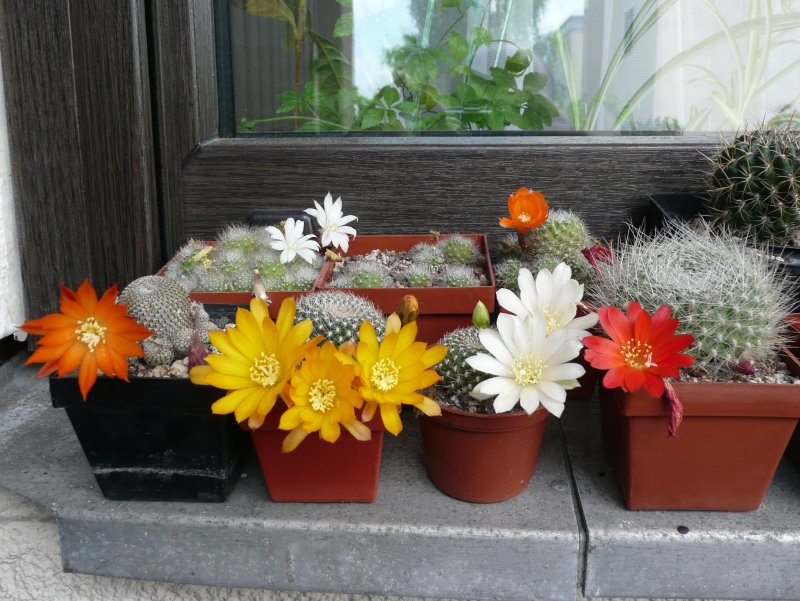